# Жибек-Жоли (Жетисайський район)
Жібе́к-Жоли́ (каз. Жібек жолы) — село у складі Жетисайського району Туркестанської області Казахстану. Входить до складу Макталинського сільського округу.
У радянські часи село називалось Кірово.
Населення — 302 особи (2021; 354 у 2009, 332 у 1999, 272 у 1989).